# Елена Киркова
Елена Костадинова Киркова е българска химичка и университетска преподавателка, професор, доктор на химическите науки в Софийския университет.

## Биография
Родена е на 24 юли 1923 г. в Свиленград. През 1948 г. завършва с отличие химия в Софийския университет. Работи като учител в родния си град. В периода 1951 – 1989 г. работи в Софийския университет. През 1971 г. е избрана за доцент, а от 1984 г. е професор в Катедра „Неорганична химия“ на Физико-математическия факултет. От 1968 г. е кандидат, а от 1983 г. – доктор на химическите науки. Специализира в Московския държавен университет за използване на радиоактивни индикатори при изследване на процесите на съкристализация и в Лабораторията по кристален растеж на Университета в Марсилия, Франция.
Чете лекции и в Шуменския университет. От 1979 г. продължава и доразвива въведените от акад. проф. Георги Близнаков нови подходи в университетското образование по обща и неорганична химия за студенти-химици, заедно с проф. дхн Добри Лазаров. През 1980 г. основава, по инициатива на акад. Близнаков, и ръководи до пенсионирането си Проблемна научноизследователска лаборатория по особено чисти вещества към Химическия факултет на Софийския университет със задача да развива учебна дейност, фундаментални, научно-приложни и технологични изследвания в областта на веществата с висока чистота и да осъществява пилотното им производство. През 1982 г. за първи път в България поставя и чете до 1990 г. курс по химия на веществата с висока чистота. В периода 1995 – 2003 г. чете курс „Съвременно състояние и перспективи за развитие на неорганичната химия“ в Департамента за информация и усъвършенстване на учители на Софийския университет.
Авторка е на повече от 100 научни и научно-методични публикации, сред тях са учебниците „Обща химия“ и „Химия на елементите и техните съединения“. Съавтор е на няколко учебни пособия по техника на химичните демонстрации.
През 1981 г. е удостоена с орден „Кирил и Методий“. Носителка е на значката „Отличник на БАН“ (1982) и на редица Университетски отличия, включително Почетен знак на Софийския университет „Св. Климент Охридски“ със синя лента (2003). През 2013 г. Община Свиленград я удостоява с „Почетен гражданин на Свиленград“.
Умира на 27 април 2020 г. в София.